# Aliquota contributiva pensionistica di computo
Nel sistema pensionistico pubblico in Italia gestito secondo il sistema pensionistico senza patrimonio di previdenza, l'aliquota contributiva pensionistica di computo è la percentuale da applicare al reddito imponibile annuo di un lavoratore per determinarne la quota di contributi figurativi individuali che incrementa il montante contributivo individuale apparente o capitale nozionale utilizzato per calcolare la pensione di vecchiaia con il metodo di calcolo contributivo a capitalizzazione simulata sulla crescita.

## Applicazione
Nell'assicurazione generale obbligatoria con il sistema digestione a ripartizione dell'INPS, l'aliquota contributiva pensionistica di computo è stata introdotta con la Riforma Dini del 1995.

### L'aliquota contributiva pensionistica di computo nella Riforma Dini art. 1 c. 10
10. Per gli iscritti all'assicurazione generale obbligatoria ed alle forme sostitutive ed esclusive della medesima l'aliquota per il computo della pensione è fissata al 33 per cento. Per i lavoratori autonomi iscritti all'Istituto nazionale della previdenza sociale (INPS) detta aliquota è fissata al 20 per cento.

### Modifiche della riforma delle pensioni Fornero

#### Comma 22 - aumento delle aliquote di finanziamento e di computo per commercianti e artigiani
22. Con effetto dal 1º gennaio 2012 le aliquote contributive pensionistiche di finanziamento e di computo delle gestioni pensionistiche dei lavoratori artigiani e commercianti iscritti alle gestioni autonome dell'INPS sono incrementate di 1,3 punti
percentuali dall'anno 2012 e successivamente di 0,45 punti percentuali ogni anno fino a raggiungere il livello del 24 per cento.
2012-21,3%;2013-21,75%;2014-22,2%;2015-22,65%;2016-23,1%;2017-23,55%;2018-24%
Quindi con l'incremento delle aliquote contributive pensionistiche di computo, si avrà nel tempo un aumento della pensione di vecchiaia determinata con il metodo di calcolo contributivo.

#### Comma 23 - aumento delle aliquote di finanziamento e di computo per coltivatori diretti e simili
23. Con effetto dal 1º gennaio 2012 le aliquote contributive
pensionistiche di finanziamento e di computo dei lavoratori
coltivatori diretti,  mezzadri e coloni iscritti alla relativa
gestione autonoma dell'INPS sono rideterminate come nelle Tabelle B e
C di cui all'Allegato n. 1 del presente decreto.

### Leggi
- Legge 8 agosto 1995, n. 335, in materia di "Riforma del sistema pensionistico obbligatorio e complementare."

### News
- Laura Cavestri, Fornero: le Casse non hanno sostenibilità a 50 anni, in Il sole 24 ore. URL consultato il 29 marzo 2013.
- Pensioni: Fornero, non pensabile siano più lunghe della vita lavorativa, in ASCA. URL consultato il 3 aprile 2013 (archiviato dall'url originale il 25 ottobre 2013).
- Se il Pil crolla le pensioni calano a picco, in La Repubblica. URL consultato il 12 aprile 2013.

### Web
- Sistemi finanziari di gestione dei fondi previdenziali e metodi di calcolo delle prestazioni, su docs.google.com. URL consultato il 20 marzo 2013.
- EVOLUZIONE DELLA LEGISLAZIONE PENSIONISTICA DI BASE, su lavoro.gov.it. URL consultato il 12 novembre 2020 (archiviato dall'url originale il 30 aprile 2013).
- Carlo A. Bollino, Elementi di economia politica, 4ª ed., Morlacchi Editore, 2008, ISBN 88-89422-38-6.